# 收益管理
收益管理（英語：Yield management或Revenue management），又称产出管理，指利用不同时间段的价格差异化和折扣分配实现收益最大化的管理模式。又一定义：收益管理是通过理解、预测消费者行为，并与之互动的过程，从而实现收益最大化。

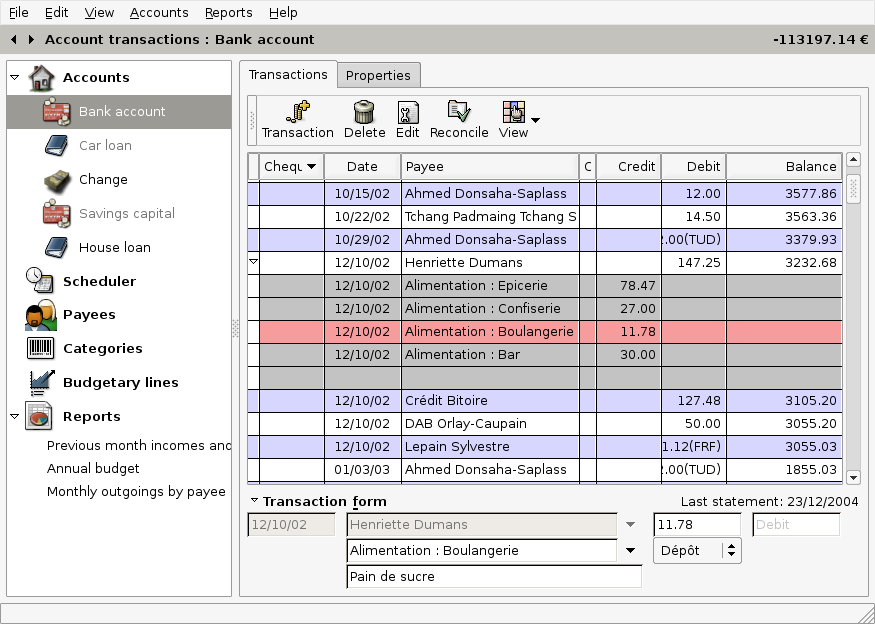
一套收益管理軟體

产出管理是一种通过理解，预期和影响顾客行为，在资源固定数量且不可留存的情况下（如航班座位或者酒店客房预订），实现最大化收益的过程。产出管理（Yield management）是收益管理（Revenue management）中侧重库存的一个分支。具体的说，收益管理就是有策略地控制库存，在正确的时间以正确的价格将产品卖给正确的人。这个过程可能会导致价格歧视，使公司在同一种商品或服务上对不同的顾客采用不同的价格。收益管理是很多主要产业的收益来源。前美国航空公司的董事长兼首席执行官罗伯特·柯兰多（Robert Crandall）首次使用产出管理这一名词，并称它是自从对航班取消管制规定以来，交通管理领域最重要的技术进步。
收益管理在航空公司或影院剧院售票得到普遍应用：在同一架飞机上，同舱的两个座位的价格也可以差异化。

## 收益管理系统
又作：产出管理系统、价格弹性管理系统，即收益管理的体系，常指以计算机系统平台实现的收益管理。

## 参看
- 需求曲线
- 定价
- 市场划分
- 运筹学